# Velika loža Kostarike
Velika loža Kostarike (špansko Gran Logia de Costa Rica) je prostozidarska velika loža v Kostariki, ki je bila ustanovljena 7. decembra 1899.
Združuje 9 lož, ki imajo skupaj 225 članov.